# Hieracium megalocaulon
Hieracium megalocaulon es una especie de planta con flor del género Hieracium, de la familia Asteraceae, orden Asterales.

## Distribución
Hieracium megalocaulon se distribuye por Islandia.

## Taxonomía
Fue descrita científicamente por Oskarsson.